# San Narciso (Quezon)
San Narciso ist eine philippinische Stadtgemeinde in der Provinz Quezon. Sie hat 48.461 Einwohner (Zensus 1. August 2015). Die Gemeinde liegt auf der Bondoc-Halbinsel, an der Küste des Golfes von Ragay.

## Baranggays
San Narciso ist politisch in 24 Baranggays unterteilt.
| - Abuyon - Andres Bonifacio - Bani - Binay - Buenavista - Busokbusokan - Calwit - Guinhalinan - Lacdayan - Maguiting - Manlampong - Pagkakaisa (Pob.) | - Maligaya (Pob.) - Bayanihan (Pob.) - Pagdadamayan (Pob.) - Punta - Rizal - San Isidro - San Juan - San Vicente - Vigo Central - Villa Aurin (Pinagsama) - Villa Reyes - White Cliff |